# 増木清行
増木 清行（ますき きよゆき、1955年 - ）は、日本の戦略経営コンサルタント、著述家。東京都出身。明治学院大学経済学部商学科卒。

## 人物・来歴
大手会計事務所コンサルタント団体を経て現職。旧通商産業省中小企業大学校中小企業診断士養成コース元講師。日本のブレーンマップ掲載コンサルタント、講師・講演家百人掲載講師。
戦略経営計画策定システムの開発、事業戦略策定システムの開発、ビジネスシミュレーションシステムの開発に携わるとともに、大手企業の管理職研修担当講師、大手企業経営診断担当コンサルタント、大手企業事業戦略策定コンサルタント、中堅企業の戦略経営計画・中長期経営計画策定コンサルタント、中堅企業経営診断担当コンサルタント、官公庁主催管理者研修担当講師、官公庁主催経営後継者育成研修担当講師などを歴任。平成３年に顧問先クライアント企業がコンサルの結果中小企業長官賞を受賞

## 著書
- データで読み解く日産自動車復活の秘密
- 戦略経営計画書の書き方・まとめ方
- 事業計画書の書き方・まとめ方
- 変革期の事業企画・事業計画策定フォーマット集
- キャシュフロー重視の経営分析がらくらくできる本
- 危ない会社を見分ける経営分析
- 3ステップ式だから経営分析がらくらくできる本
- 損益分岐点の基本がわかる本
- 会社の数字がわかる本
- 新会計基準による決算書の基本がわかる本
- 経営戦略フォーマット集経理財務編

その他経営戦略、財務、経理関係を中心に20冊余りの著書あり